# Иодид радия
Иодид радия — неорганическое соединение, соль металла радия и иодистоводородной кислоты с формулой RaI2, бесцветные кристаллы, растворимые в воде, образует кристаллогидрат.

## Получение
- Иодид радия получают реакцией радия и иода:

{\displaystyle {\mathsf {Ra+I_{2}\ {\xrightarrow {}}\ RaI_{2}}}}

## Физические свойства
Иодид радия образует бесцветные кристаллы, которые из-за собственной радиоактивности разлагаются и становятся лиловыми.
Растворяется в воде и этаноле.